# Tokay
Cet article concerne un vin hongrois. Pour le cépage alsacien anciennement dénommé « tokay d'Alsace », « tokay pinot gris », ou simplement « tokay », voir Pinot gris (cépage). Pour le vin d'Alsace anciennement dénommé de même, voir Pinot-gris d'Alsace.
Pour la ville de Hongrie, voir Tokaj. Pour le gecko du même nom, voir Gecko tokay.
 (décembre 2009).
Si vous disposez d'ouvrages ou d'articles de référence ou si vous connaissez des sites web de qualité traitant du thème abordé ici, merci de compléter l'article en donnant les références utiles à sa vérifiabilité et en les liant à la section « Notes et références ».
Le tokaj (du nom de lieu Tokaj prononcé en hongrois /ˈto.kɒj/, en français : /to.kaj/) ou tokay (appelé encore en français de façon erronée Tokaji d'après son nom en hongrois) est un vin hongrois ou slovaque, – la frontière entre ces deux pays ayant été dessinée postérieurement au développement du vin de renommée et coupant cette grande région viticole de Tokaj-Hegyalja en deux. Ces vins dorés ont la particularité d’être vinifiés à partir de raisins, qui, grâce au Botrytis cinerea, un champignon qui se développe sur les grains et qui permet de donner ce que l'on appelle une « pourriture noble », mûrissent au-delà du stade de maturation habituel pour donner les fameux grains Aszú. Les Tokaj sont principalement connus pour la gamme de vins liquoreux haut de gamme, des vins issus de grains de raisin sur-mûris.
Le terroir viticole de Tokaj, nommé d'après le village de Tokaj plus ou moins au centre de cette région, s'étend sur quatre-vingt-sept kilomètres de long et trois à quatre kilomètres de large, entre les rivières Tisza et Bodrog.
Depuis septembre 2010, une vingtaine d'hectares de ceps de Tokaj et de sauvignon ont été plantés à côté des bains Racz et sur les collines de Buda. Une région viticole slovaque proche, regroupant sept villages ayant appartenu à la Hongrie avant 1918, peut aussi appeler ses vins de cette façon, si la même réglementation de vinification est appliquée.

## Histoire

### Moyen Âge
La ville apparait dans les documents pour la première fois en 1353. Son premier château, une motte, fut détruit lors de l'invasion mongole. Au XIVe siècle, la ville appartenait aux seigneurs de Diósgyőr.

### Période moderne
La cité passa après 1450 aux Hunyadi, si bien qu'elle appartint au domaine royal quand Matthias Hunyadi (Matthias Corvin) monta sur le trône.

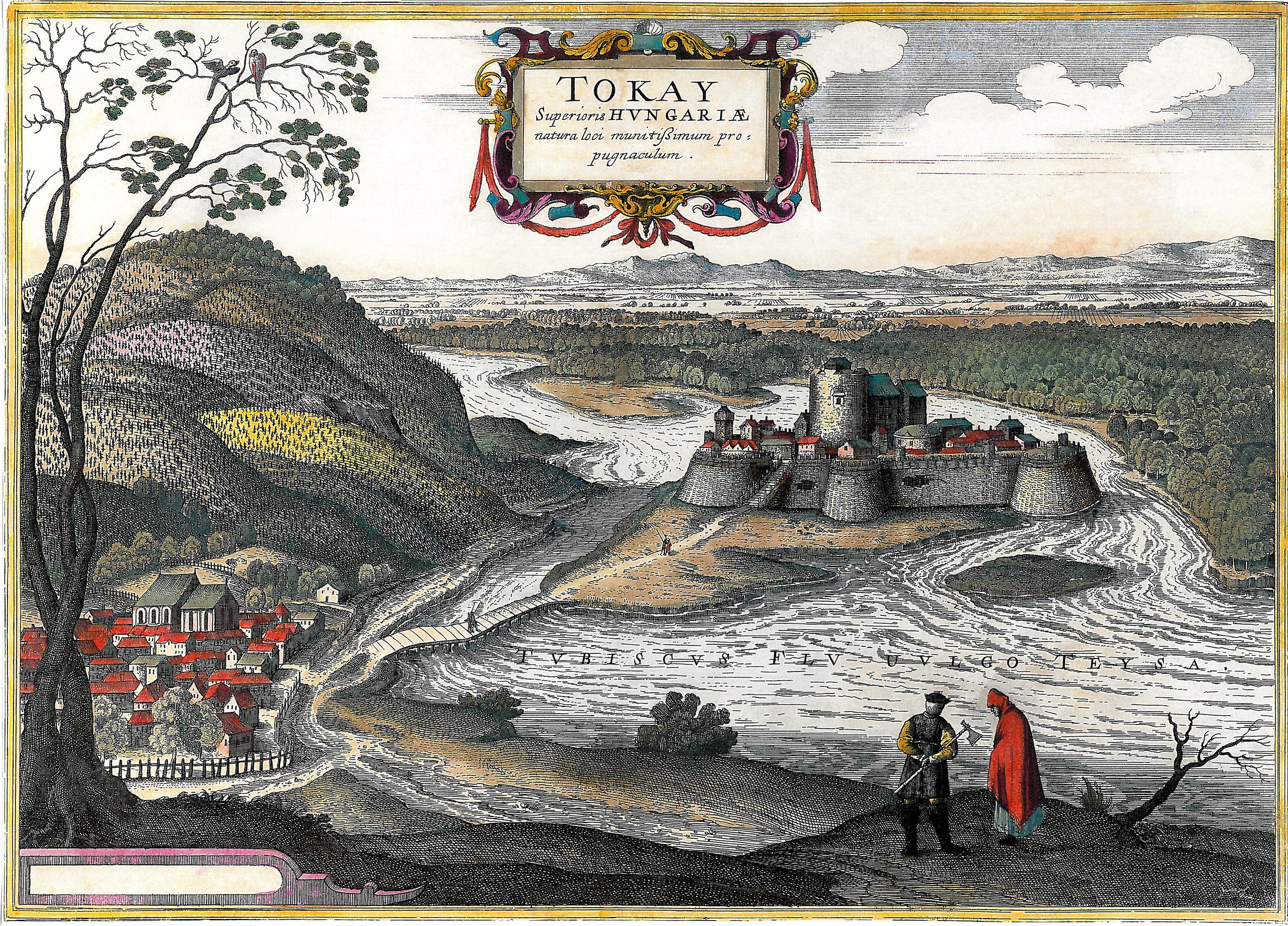
Vignoble de Tokaj au XVI.

La légende veut que Lazare de Schwendi rapporta de Tokaj un cep de vigne, qui donna par la suite le « Tokay Pinot Gris » d'Alsace. Légende urbaine, fortement ancrée cependant, puisqu'une statue - créée par Frédéric Auguste Bartholdi - de Lazare, un cep de vigne à la main, trône à Colmar avec une plaque relatant cette histoire.
En 1705, François II Rákóczi ordonna la destruction du château. La ville souffrit de la Première Guerre mondiale, et perdit son statut : le négoce de vin se déplaça vers Sátoraljaújhely.
Le Tokaj est mentionné dans l'hymne national de la Hongrie,, ce qui est unique au monde pour un vin.

### Période contemporaine

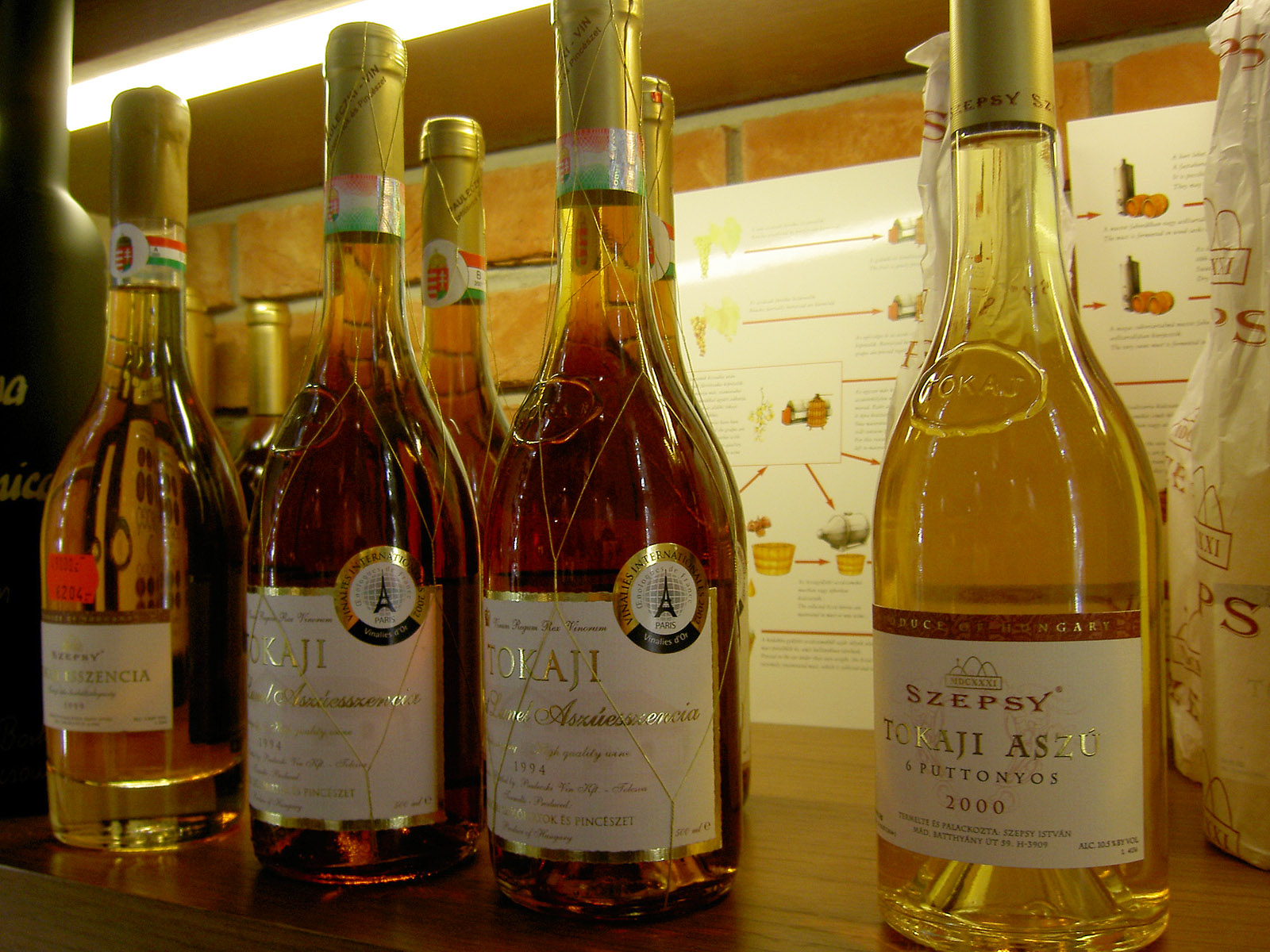
« Tokay Renaissance », des bouteilles primées aux Vinalies internationales de Paris.

Vignoble parmi les plus prestigieux, il avait été collectivisé lors du régime communiste et avait alors connu une sérieuse baisse de la qualité. Les producteurs étaient obligés dans le cadre de la planification soviétique de livrer des vins de masse sans souci de la qualité réelle. Le gouvernement d'alors échangeait le vin produit (25 millions de bouteilles) contre du gaz, de l'électricité et des tracteurs. La production était entièrement sous le contrôle du « borkombinat de Tokay », imposant aux viticulteurs de pousser le rendement jusqu'à 12 kg par pied de vigne, au détriment de la qualité du vin.
Depuis 1984, la commission européenne a accordé l'exclusivité de l'appellation Tokay à la Hongrie, mesure qui a trouvé son entière application en 2007 après une période transitoire permettant aux autres usagers de l'appellation de s'en défaire progressivement (voir par exemple le cas du pinot-gris d'Alsace).
Au début des années 1990, les vignobles ont été privatisés et les achats par des investisseurs étrangers ont été autorisés. Une association, « Tokay Renaissance », regroupant la plupart des nouveaux investisseurs a été créée dès 1995 pour « redonner ses lettres de noblesse au vin de Tokay ».
Depuis 2007 en Hongrie, seuls les producteurs de vin de Tokaj sont autorisés à utiliser ce nom sur leurs étiquettes alors que c'était un terme désignant de nombreux produits, culinaires particulièrement. Cette restriction n'a pas encore été décidée en Slovaquie.

## Étymologie
L'origine du nom Tokaj proviendrait du vieux-slave stokaj signifiant « confluence », sútok en langue slovaque.
En effet, la ville de Tokaj est située au confluent des rivières Tisza et Bodrog.
Selon une autre hypothèse moins probable, le nom serait d'origine turque ancienne et signifierait « forêt le long d'une rivière ».

## Situation géographique

### Le Tokaj hongrois
Le Tokaj est un vin hongrois qui doit son nom à la ville de Tokaj à environ 200 km à l'est-nord-est de Budapest, non loin des frontières slovaque et ukrainienne. Sa couleur or, son goût sucré et ses saveurs de nectars ont de suite valu auprès de Louis XIV la proclamation de « vin des rois, roi des vins ».
En 2006 le vignoble de Tokaj s'étendait sur 5 500 hectares ; il s'étendait dans le passé sur plus de 7 000 hectares.
Il ne faut pas confondre le Tokaj [prononcer "tokaï"] avec le nom d'un cépage alsacien (le pinot gris anciennement appelé « tokay pinot gris » [prononcer tokè]) qui aurait été selon la légende rapporté par Lazare de Schwendi de Hongrie. En réalité, le pinot gris proviendrait de Bourgogne et constituerait une mutation du pinot noir ; il est aussi appelé pinot beurot dans cette région. Ainsi, le pinot gris d'Alsace est sans rapport ampélographique ou viticole avec les cépages de Tokaj. D'ailleurs, depuis 2007, en règle avec le respect de l'appellation hongroise, la mention Tokay est désormais interdite pour les vins de pinot gris d'Alsace. Pour la même raison, le cépage tocai friulano de la région du Friuli du nord-est de l'Italie a écourté aussi son nom à friulano.

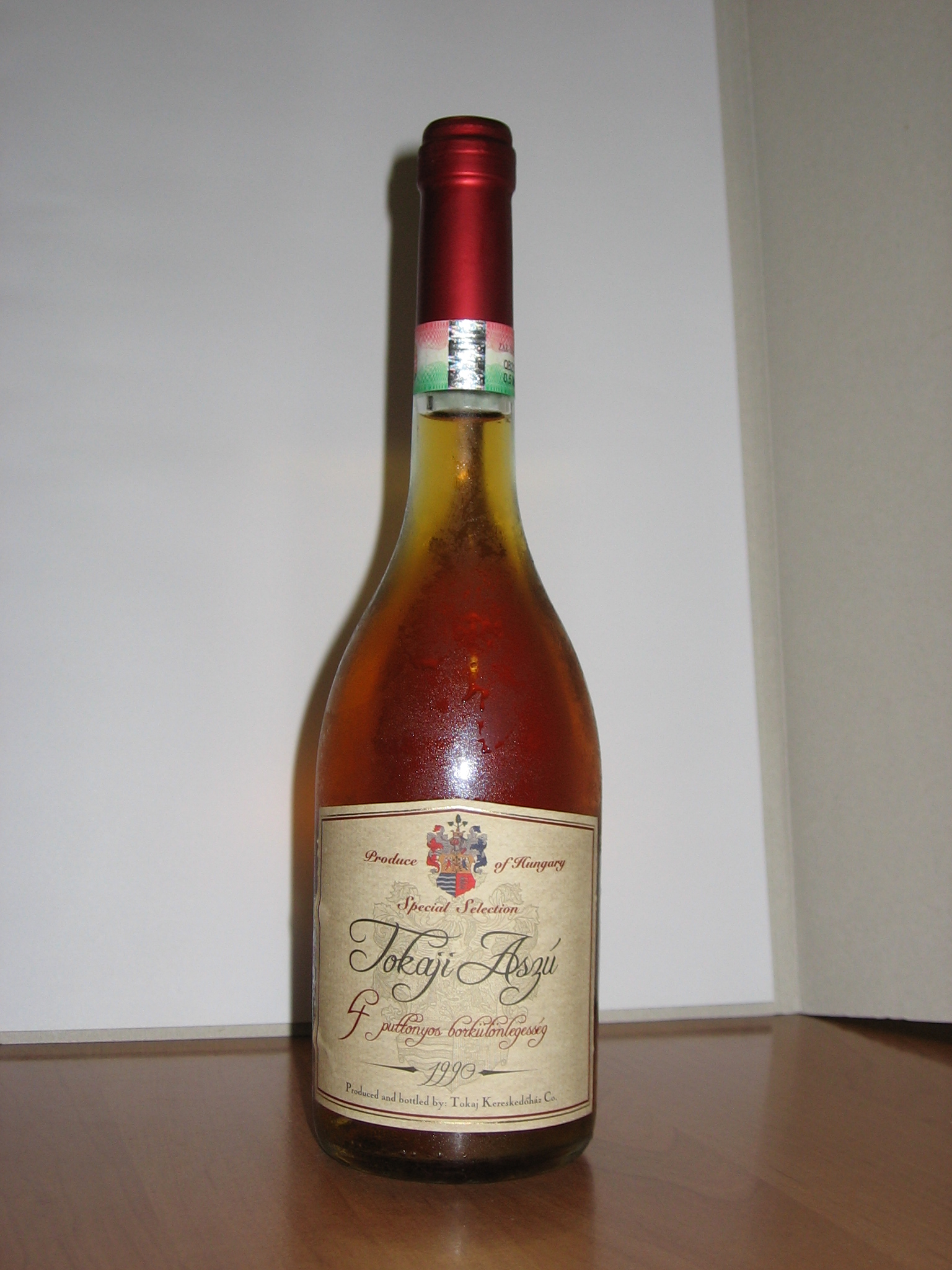
Tokay - Tokaj, Hongrie
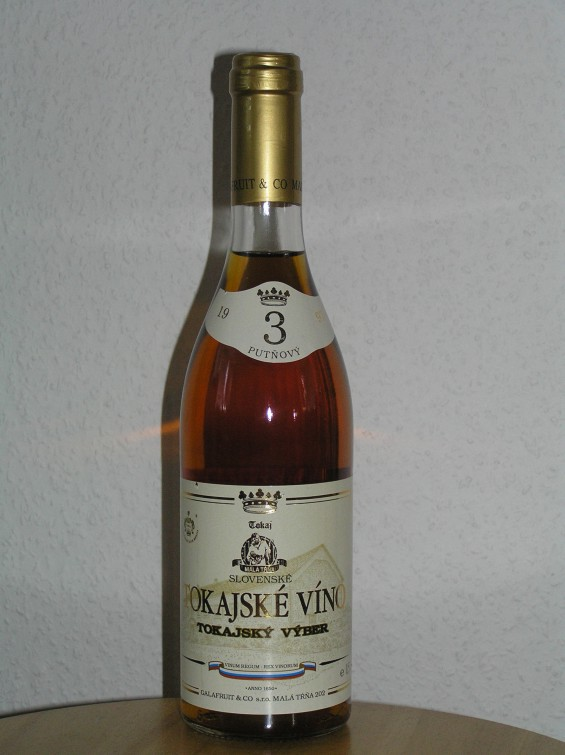
Tokay - Tokaj, Slovaque

### Le Tokaj slovaque
La région d’appellation contrôlée tokaj s’étend également à une petite partie de la Slovaquie pour des raisons historiques liées à l'appartenance de la partie méridionale de la Slovaquie à la Haute-Hongrie avant 1918. Un accord signé en juin 2004 a mis fin à un conflit entre la Hongrie et la Slovaquie autorisant les viticulteurs d’une région de 907 hectares regroupant sept villages slovaques (Slovenské Nové Mesto, Veľká Tŕňa, Malá Tŕňa, Viničky, Bara, Čerhov, Černochov) de fabriquer du vin de Tokaj en respectant les mêmes standards de qualité édictés par la Hongrie en 1990.

## Vignoble

### Présentation
Le vignoble s'étend sur des terroirs viticoles identiques en Hongrie et Slovaquie.

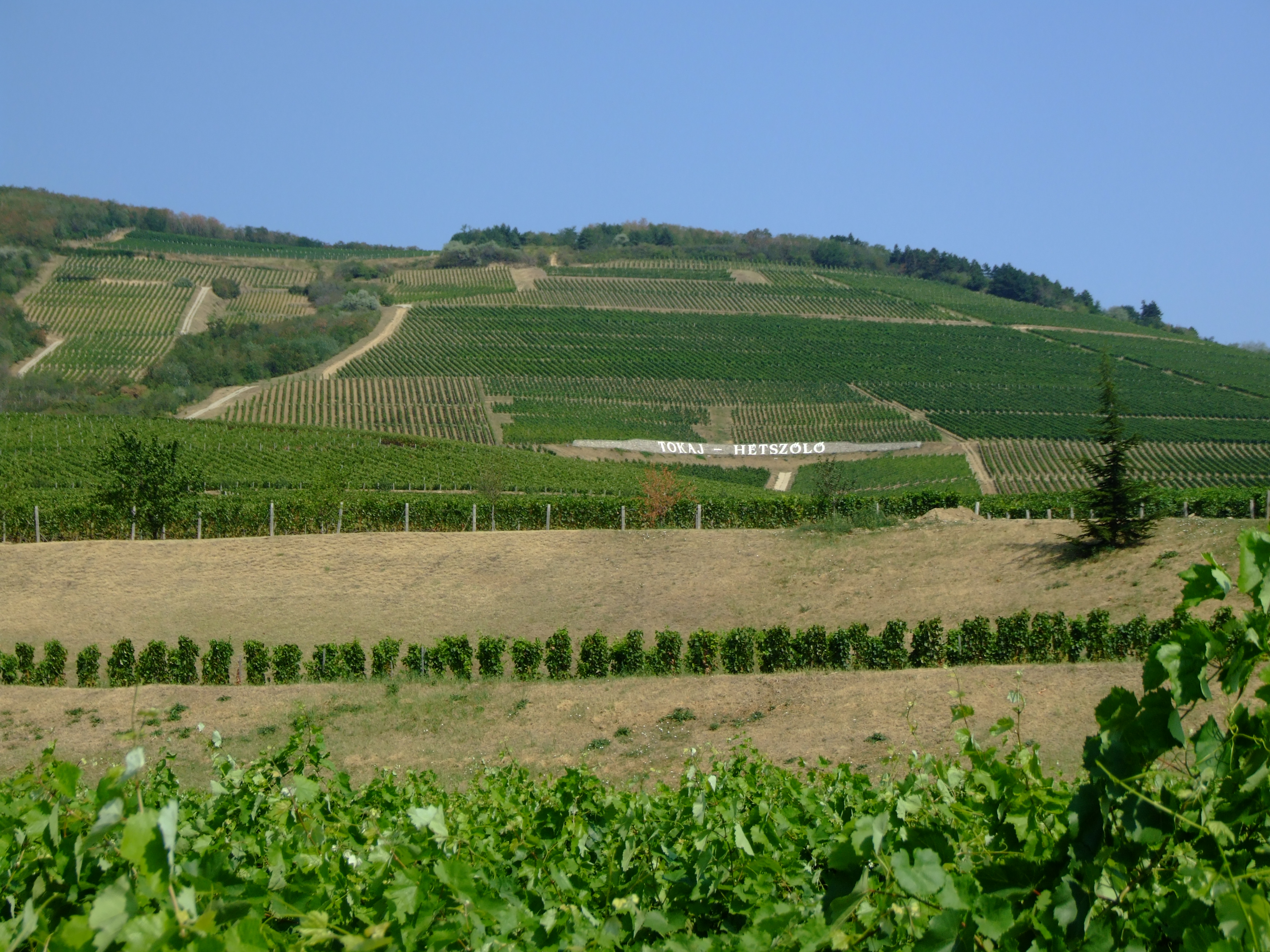
Vignoble de Hétszőlő.
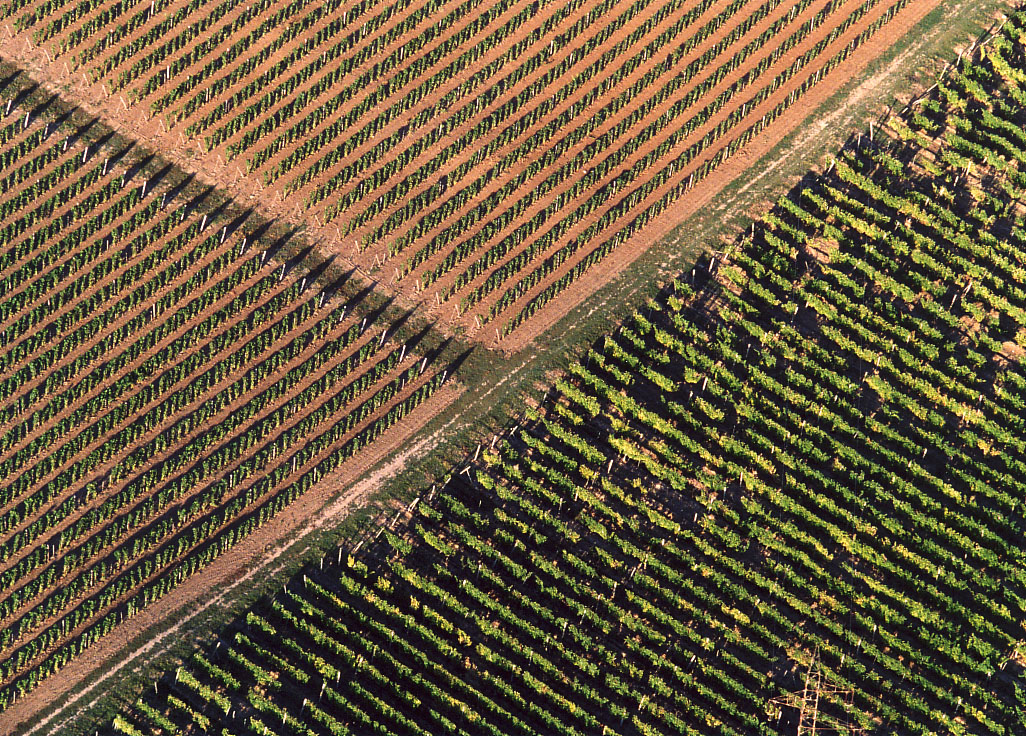
Vue aérienne du vignoble de Hegyalja.

### Encépagement
Les cépages blancs du Tokaj sont le furmint, le hárslevelű (feuille de tilleul en hongrois), le sárgamuskotály (muscat blanc à petits grains) et le zéta (autrefois connu sous le nom d'oremus).

### Méthodes culturales

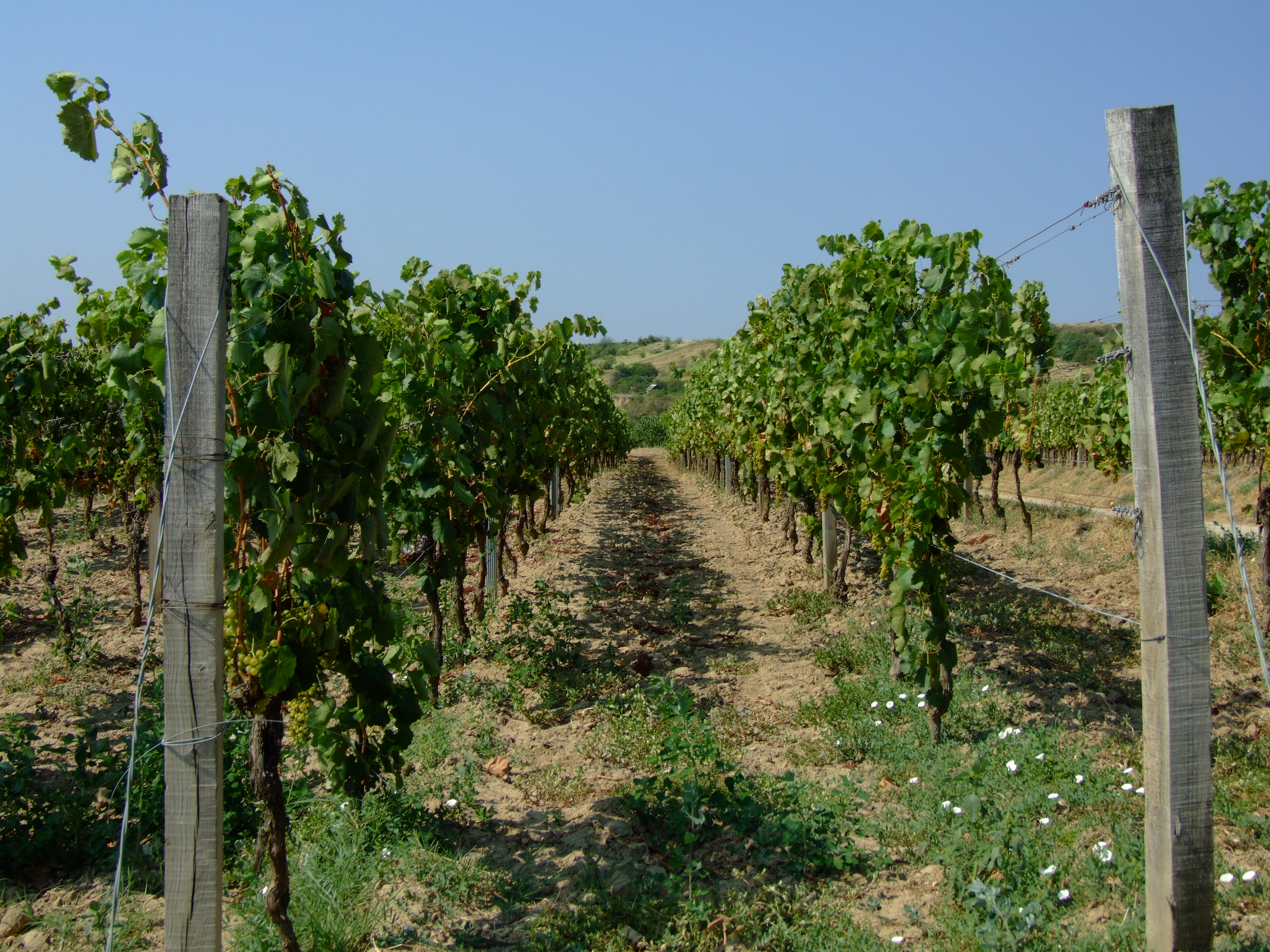
Vignes palissées sur le terroir du tokay.

Les meilleurs Tokaj sont produits avec un rendement de 400 à 600 grammes par pied. Le vin issu des raisins simplement mûrs est vendangé et donne un vin sec ou légèrement doux, qui peut être commercialisé en l'état sous l'appellation du cépage : furmint, hárslevelü ou Sárgamuskotály.
Lorsque le raisin mûrit encore, et si l'humidité ambiante le permet, les grappes commencent à se couvrir de cette fameuse pourriture noble, causée par le champignon Botrytis cinerea. Si le raisin est vendangé à ce stade, le moût est mis en fût et fermenté pendant au moins deux ans. Le vin ainsi obtenu sera mis en bouteilles et vendu sous l'appellation de Szamorodni sec ou Szamorodni doux, en fonction du pourcentage plus ou moins élevé de grains atteints du Botrytis cinerea que contenaient les grappes.
Lorsque les conditions météorologiques sont idéales et que les grappes comportent suffisamment de grains atteints de cette pourriture noble, l'année est déclarée « année d'Aszú ».
Une bonne année implique un été très chaud, avec une dégradation du raisin par le Botrytis cinerea qui débute à la fin de l'été, suivi d'une courte période de pluie, qui fait gonfler et éclater les raisins, et installe l'humidité nécessaire à la propagation du Botrytis cinerea sur pratiquement toute la grappe. La période de pluie doit être suivie d'une nouvelle période de chaleur afin de permettre aux grains de se dessécher et concentrer encore sa teneur en sucre. S'il pleut de trop, la récolte est alors perdue, la pluie lavant les grains de raisin du sucre obtenu. S'il ne pleut pas du tout, les grains s'assèchent prématurément, pouvant fournir certes un très bon vin (cf. 2003, année de grande sécheresse), mais en faible quantité.

## Vins

### Vinification et élevage

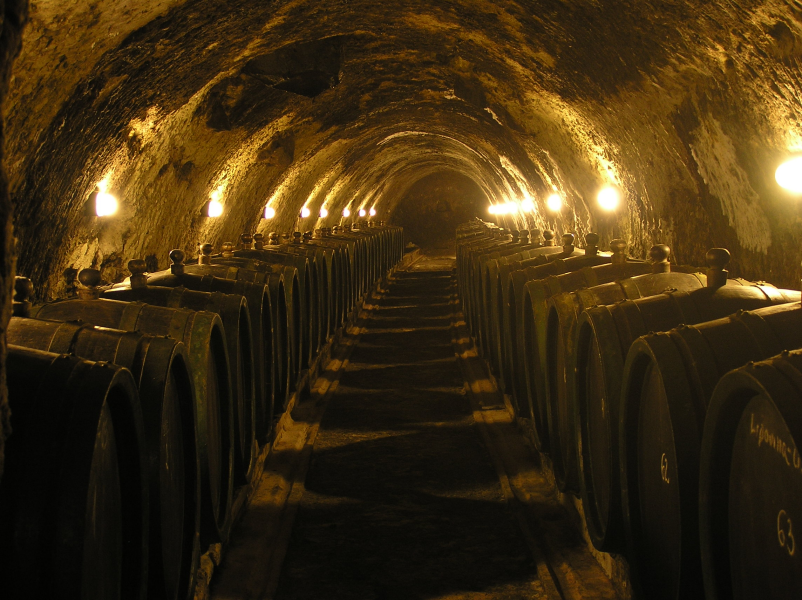
Une cave de vieillissement du tokay.

Les grains atteints de pourriture noble sont alors cueillis un par un à la main et placé dans des foudres où ils sont foulés pour former une pâte. Le jus qui s'écoule naturellement de ces foudres est mis en bouteille sans autre traitement et est appelé eszencia.
Le reste de l'aszú est utilisé pour la fabrication du vin appelé Tokaji Aszú de la manière suivante : les grains d'aszú sont mis à macérer dans le vin de base (Szamorodni) pour une durée de 24 à 48 heures. Le nombre d'unités d'aszú mis à tremper dans une unité de vin de base détermine la catégorie du vin que l'on cherche à obtenir (3, 4, 5 ou 6 puttonyos). Une unité d'aszú équivaut à 25 kg, c'est-à-dire à la mesure historique d'une hotte (en hongrois : puttony). Une unité de vin de base équivaut à 136 litres (un tonneau de Gönc). La quantité minimale est de trois hottes d'aszú pour un tonneau de Gönc.
Après macération, le vin est filtré et de nouveau mis en fût de chêne pour vieillir pendant au moins deux ans. Puis il est mis en bouteilles. Le vieillissement en cave doit être d'au moins trois ans, dont deux en fût de chêne. Le vin ainsi obtenu, appelé « Tokaji Aszú », est commercialisé dans des bouteilles de 50 cl. et de verre transparent ceci afin de permettre d'admirer sa superbe couleur dorée.
Certaines années, quand les conditions météorologiques sont défavorables, il n'est pas possible de produire de Tokaj.
Les énormes cuves bétonnées de la période communiste ont été remplacées par des cuves en inox à atmosphère contrôlée et par des barriques de chêne pour la maturation.
La politique de réglementation sur la fabrication des vins de Tokaj, a permis à ces vins de retrouver une réputation internationale avec une qualité digne de son histoire. Les prix indubitablement liés à ce niveau de qualité recherché, ont été multipliés par cinq en quelques années.

### Type de vins et gastronomie

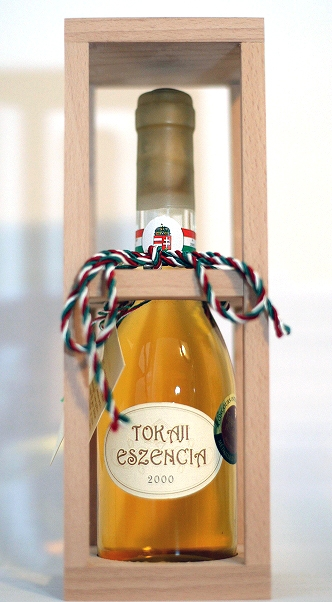
Une bouteille de Tokaj Eszencia.

#### Hiérarchie des Tokaj
| Appellation                            | Teneur en sucre (en grammes par litre) | Vieillissement minimum (dont en fût) |
| -------------------------------------- | -------------------------------------- | ------------------------------------ |
| Szamorodni                             | 0 à 10 g/l                             | 2 (1) ans                            |
| Szamorodni doux                        | > 10 g/l                               | 2 (1) ans                            |
| Aszú 3 puttonyos                       | > 60 g/l                               | 3 (2) ans                            |
| Aszú 4 puttonyos                       | > 90 g/l                               | 3 (2) ans                            |
| Aszú 5 puttonyos                       | > 120 g/l                              | 3 (2) ans                            |
| Aszú 6 puttonyos                       | > 150 g/l                              | 3 (2) ans                            |
| Aszú eszencia (au-delà de 6 puttonyos) | > 180 g/l                              | 3 (2) ans                            |
| Eszencia                               | > 250 g/l                              | 3 (2) ans                            |

La désignation « Aszú n puttonyos » correspond au nombre (n) de paniers de raisins confits, chaque panier contient 25 kilogrammes (grappes séchées pendant plusieurs mois) ajoutés pour 100 litres de vin. Plus il y a de raisins ajoutés, plus le vin sera sucré.

## Production

### Structure des exploitations

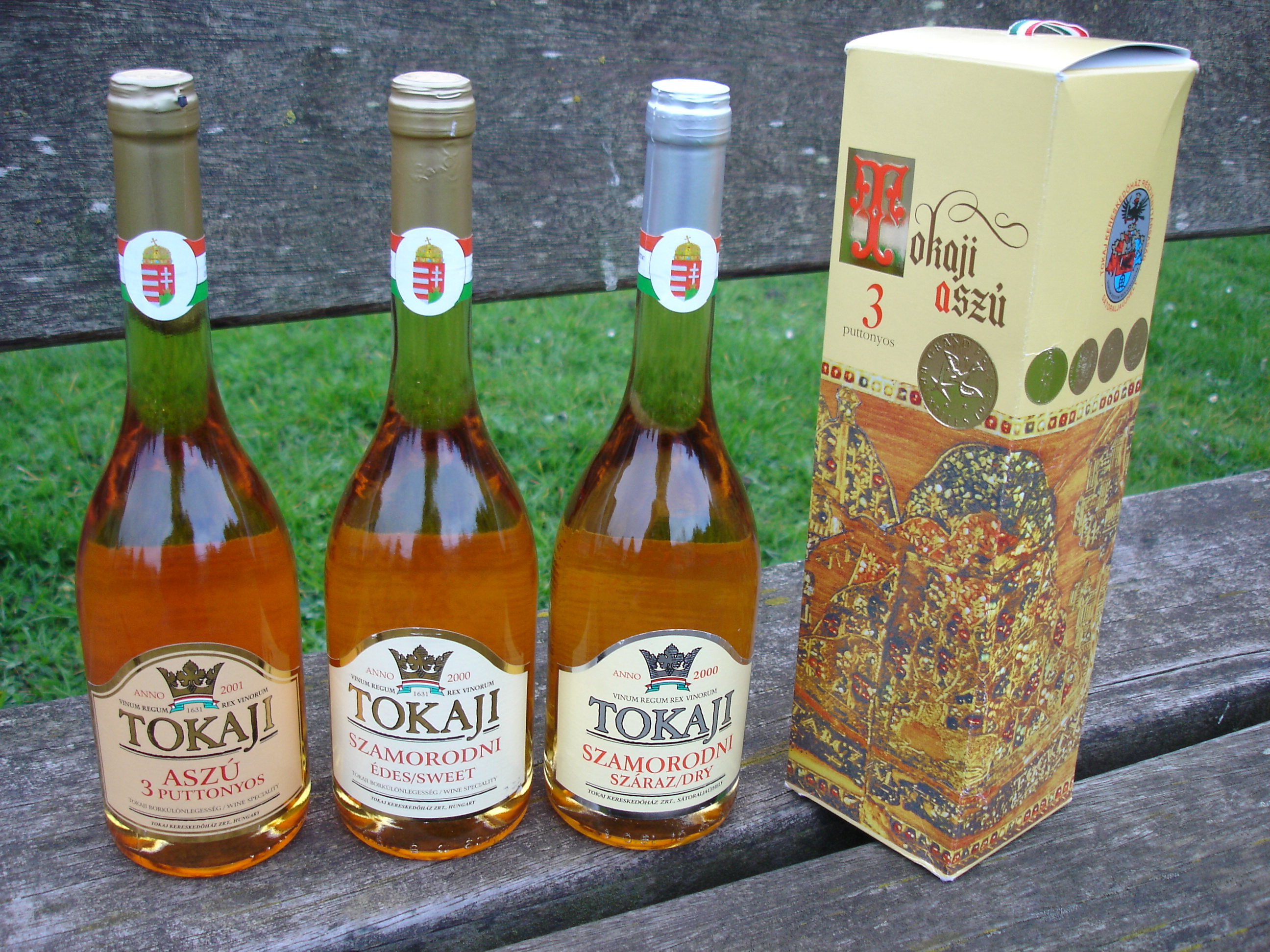
Le renouveau du tokay.

Lors de la vague d'achats qui a suivi la dénationalisation des vignobles, vingt-huit domaines sur les cinquante d'avant-guerre ont été reformés et sont passés aux mains de grands investisseurs étrangers :
- français : Axa, GMF, Gan, coopérative agricole Cana ;
- américains : Kiralyudvar (Anthony Hwang) ;
- anglais: Royal Tokaji Wine Company (hugh Johnson - http://www.royal-tokaji.com/royal_tokaji.php)
- allemands : Grof Degenfeld ;
- espagnols : Bodegas Vega Sicilia.

Ils sont souvent accompagnés de quelques investisseurs hongrois (hommes politiques, médecins, pharmaciens).
Le gouvernement hongrois a alors pris une mesure d'interdiction de cession. Aujourd'hui, 4 000 des 5 500 hectares du vignoble serait potentiellement à vendre par les petits propriétaires actuels s'ils en trouvaient un bon prix. Le gouvernement hongrois pourrait lever la mesure d'interdiction d'achat de domaine par des investisseurs étrangers.

### Commercialisation
L'Europe de l'Ouest et les États-Unis sont devenus les principaux débouchés à l'export du Tokaj.

#### Sites internet
- Histoire et renseignements sur les vignobles de Tokaj
- Galerie de bouteilles historiques des vins de Tokaj
- Le vin de Tokaj
- Sélection des meilleurs domaines et vignerons de Tokaj
- La renaissance du Tokaj

#### Vidéo
- [vidéo] « Le Tokay » sur Arte, 2003, 27 min.